# Supercopa de Catalunya d'handbol femenina 2024
La Supercopa de Catalunya Itegra femenina 2024 fou la tretzena edició de la competició. Se celebrà el 23 i 28 d'agost de 2024 i fou organitzada per la Federació Catalana d'Handbol. Hi participaren quatre equips, el KH-7 BM Granollers, vigent campió del torneig, el Mubak BM La Roca, l'OAR Gràcia i l'Handbol Sant Joan Despí. Es disputà en format d'eliminació directa. La final de la competició es disputà al Complex Esportiu Les Moreres d'Esplugues de Llobregat i fou retransmesa en directe pel canal Esport3.

## Competició
L'acte de presentació de la Supercopa es realitzà al Saló de Plens de l'Ajuntament d'Esplugues de Llobregat, escollida com a ciutat de l'handbol el 2024 i 2025. Hi assistiren  el president de la Federació Catalana d’Handbol, Jaume Fort, l'alcaldessa de la ciutat, Pilar Díaz, i el president del CH Esplugues Les Moreres, Albert Bayo, club que exercí com a amfitrió.

### Quadre de competició
|  | Semifinals              | Semifinals |                        |    | Final | Final |
|  |                         |            |                        |    |       |       |
|  | 23 d'agost 18:00 CET    |            |                        |    |       |       |
|  |                         |            |                        |    |       |       |
|  | Handbol Sant Joan Despí | 27         |                        |    |       |       |
|  | Handbol Sant Joan Despí | 27         | 23 d'octubre 12:15 CET |    |       |       |
|  | KH-7 BM Granollers      | 35         |                        |    |       |       |
|  | KH-7 BM Granollers      | 35         | KH-7 BM Granollers     | 38 |       |       |
|  | 23 d'agost 21:30 CET    |            | KH-7 BM Granollers     | 38 |       |       |
|  |                         | OAR Gràcia | 30                     |    |       |       |
|  | Mubak BM La Roca        | OAR Gràcia | 30                     | 29 |       |       |
|  | Mubak BM La Roca        |            |                        | 29 |       |       |
|  | OAR Gràcia              | 34         |                        |    |       |       |
|  | OAR Gràcia              | 34         |                        |    |       |       |

### Semifinals
| 23 d'agost de 2024 18:00 CET | Handol Sant Joan Despí | 27-35   | KH-7 BM Granollers           | Poliesportiu Salvador Gimeno, Sant Joan Despí Àrbitres: Jordi Pinilla i Eric Deiros |
| 23 d'agost de 2024 18:00 CET | Fortuño 6 Mesaka 4     | (12-16) | Polonio 7 Nuez 6 Capdevila 6 | Poliesportiu Salvador Gimeno, Sant Joan Despí Àrbitres: Jordi Pinilla i Eric Deiros |
| 23 d'agost de 2024 18:00 CET | 2×                     |         | 1× 6×                        | Poliesportiu Salvador Gimeno, Sant Joan Despí Àrbitres: Jordi Pinilla i Eric Deiros |

### Final
| 28 d'agost de 2024 18:00 CET | KH-7 BM Granollers  | 38-30   | OAR Gràcia              | CEM Les Moreres, Esplugues de Llobregat Àrbitres: Núria Giró i Ona Comino MVP: Cristina Polonio |
| 28 d'agost de 2024 18:00 CET | Gonzàlez 7 Somaza 6 | (20-15) | Fernández 8 Sobrepera 6 | CEM Les Moreres, Esplugues de Llobregat Àrbitres: Núria Giró i Ona Comino MVP: Cristina Polonio |
| 28 d'agost de 2024 18:00 CET | 4× 1×               | Partit  |                         | CEM Les Moreres, Esplugues de Llobregat Àrbitres: Núria Giró i Ona Comino MVP: Cristina Polonio |

| KH-7 BM Granollers | OAR Gràcia |

| #             | Nom               | G |         |
| ------------- | ----------------- | - | ------- |
| 2             | Carla Gutiérrez   |   |         |
| 8             | Berta Gamito      |   |         |
| 10            | Carla González    | 7 |         |
| 12            | Clàudia Girbau    |   |         |
| 14            | Alba Tort         | 3 |         |
| 16            | Ester Somaza      | 6 |         |
| 17            | Belen Rodríguez   |   |         |
| 19            | Goundo Gassama    |   |         |
| 21            | Lucía Pérez       | 2 |         |
| 22            | Paula Herce       | 3 | 45'     |
| 24            | Ariana Portillo   | 2 |         |
| 26            | Maria Hombrado    | 1 | , 52'   |
| 33            | Kadidiatou Diallo |   |         |
| 42            | Cristina Polonio  | 5 | 6'      |
| 58            | Claudia Juan      | 1 | 32' 57' |
| 74            | Marta Mera        |   |         |
| 77            | Julia Nuez        | 3 |         |
| 98            | Martina Capdevila | 5 |         |
| Entrenador    |                   |   |         |
| Robert Cuesta |                   |   |         |

| Campió de la Supercopa d'handbol 2024 |
| ------------------------------------- |
| KH-7 BM Granollers Onzè títol         |
| MVP                                   |
| Cristina Polonio                      |

| #                | Nom              | G |  |
| ---------------- | ---------------- | - |  |
| 1                | Olga Peña        |   |  |
| 2                | Berta Prat       | 2 |  |
| 3                | Irene García     | 1 |  |
| 4                | Ona Magrinyà     | 1 |  |
| 5                | Paula Pérez      | 2 |  |
| 8                | Clàudia Marrugat | 1 |  |
| 11               | Alba Martín      | 1 |  |
| 12               | Alazne Barreto   |   |  |
| 14               | Maria Monllor    | 4 |  |
| 16               | Claudi Álvarez   |   |  |
| 18               | Gisela Pujola    |   |  |
| 22               | Jordina Salvador | 3 |  |
| 31               | Emma Serna       |   |  |
| 40               | Judit Fernández  | 1 |  |
| 51               | Janna Sobrepera  | 6 |  |
| 55               | Paola Anies      |   |  |
| 61               | Maria Fernández  | 8 |  |
| 95               | Andrea Kalina    |   |  |
| Entrenador       |                  |   |  |
| Carolina Carmona |                  |   |  |